# Setie
Setie is een bestuurslaag in het regentschap Bener Meriah van de provincie Atjeh, Indonesië. Setie telt 257 inwoners (volkstelling 2010).